# Bevic Moussiti-Oko
Bevic Selad Moussiti-Oko (* 28. Januar 1995 in Brazzaville) ist ein kongolesisch-französischer Fußballspieler, der aktuell bei MKE Ankaragücü spielt und kongolesischer Nationalspieler ist.

## Karriere

### Verein
Moussiti-Oko begann seine fußballerische Laufbahn bei kleinen Klubs, wie dem CO Pontlieue, der ES Wasquehal oder der US Lesquin. Während seiner Zeit bei Lesquin machte er ein Sport-Diplom in Lille, wo er zur Schule ging, und arbeitete nebenbei bei McDonald’s. Im Sommer 2015 wechselte er schließlich in die dritte französische Liga zur USL Dunkerque. Dort schoss er in seiner ersten Saison 2015/16 ein Tor in 14 Einsätzen. In der Folgesaison 2016/17 war er dort im Sturm gesetzt und traf neunmal in 29 Spielen.
Daraufhin wurde er vom Zweitligisten AC Le Havre verpflichtet. Bei einem 1:1-Unentschieden gegen die US Orléans wurde er spät eingewechselt und gab somit sein Profidebüt. In der gesamten Spielzeit 2017/18 kam er jedoch eher in der zweiten Mannschaft zum Einsatz, bestritt dennoch fünf Zweitligaspiele und kam auch in der Aufstiegsrelegation zum Einsatz, in der man aber scheiterte. In der Hinrunde der darauf folgenden Saison 2018/19 spielte er weitere sechs Male in der zweiten Liga. Anfang Januar 2019 wurde er jedoch an den Drittligisten US Quevilly verliehen. Hier war er absoluter Stammspieler und konnte in 16 Partien acht Treffer erzielen.
Direkt nach seiner Rückkehr wurde Moussiti-Oko jedoch an den FC Le Mans, einen Ligakonkurrenten abgegeben. Dort spielte er in der Ligue 2 24 von 28 Mal, wobei er dreimal treffen konnte. In der Coupe de la Ligue konnte er bis zum Ausscheiden im Achtelfinale gegen Paris Saint-Germain ebenfalls zwei Tore in drei Spiele schießen.
Nach dem Abstieg von Le Mans schloss sich Moussiti-Oko dem AC Ajaccio an. 2020/21 konnte er in 34 von 38 möglichen Einsätzen acht Tore erzielen und zwei Tore vorlegen. Aufgrund einer schweren Verletzung fiel er den Großteil der Saison 2021/22 aus und kam nur 13 Mal zum Einsatz, wobei er zweimal traf. Dennoch schaffte er es mit seinem Team als Tabellenzweiter in die Ligue 1 aufzusteigen. Dort kam er direkt am ersten Spieltag gegen Olympique Lyon das erste Mal zum Einsatz. Sein erstes Tor in der höchsten französischen Spielklasse schoss er bei einem 2:1-Sieg über Olympique Marseille am zehnten Spieltag.
Im Februar 2023 verließ der Spieler Frankreich und wechselte in die Türkei zu MKE Ankaragücü.

### Nationalmannschaft
Im März 2015 kam er beim U20-Afrika-Cup zu zwei Einsätzen in der Gruppenphase nachdem er mit der U20-Nationalmannschaft auch scheiterte. Im Mai 2017 wurde er das erste Mal für die A-Nationalmannschaft der Republik Kongo berufen, kam aber in den folgenden Spielen im Juni nicht zum Einsatz. Am 10. Oktober 2019 kam er schließlich nach Einwechslung gegen Thailand in einem Freundschaftsspiel zu seinem Länderspieldebüt. Nach langer Pause ist Moussiti-Oko seit Juni 2022 wieder aktiver Nationalspieler.

## Erfolge
AC Ajaccio
- Zweiter der Ligue 2 und Aufstieg in die Ligue 1: 2022